# L’Anse-au-Clair
L’Anse-au-Clair ist eine Gemeinde (Town) in der kanadischen Provinz Neufundland und Labrador. Nach dem kommunalen Recht der Provinz besitzt die Gemeinde den Status einer Town.
Der Zensus im Jahr 2016 ergab für die Gemeinde eine Bevölkerungszahl von 216 Einwohnern.
Es ist das südlichste Dorf in der Teilprovinz Labrador. Das Dorf besitzt eine Post, ein Einkaufszentrum, eine Eisbahn, eine Garage, eine Tankstelle und eine Gaststätte. L’Anse-au-Clair wurde im frühen 18. Jahrhundert von Franzosen gegründet.